# Takeda-Medizinpreis
Der Takeda-Medizinpreis (japanisch 武田医学賞 Takeda Igaku-shō) ist eine japanische Auszeichnung, die an Personen für besondere Leistungen in der medizinischen Forschung und herausragende Beiträge zur Medizin vergeben wird. Der Preis wurde von Takeda Pharmaceutical anlässlich des 170-jährigen Firmenjubiläums eingerichtet. Er wird seit 1954 alljährlich im November vergeben und ist mit 20 Mio. Yen (ca. 200.000 Euro) dotiert. Die Preisträger erhalten zudem eine Plakette, eine Urkunde und eine Medaille. Seit 1963 wird der Preis von der Takeda Science Foundation vergeben (武田科学振興財団, Takeda kagaku shinkō kaidan). Von 1954 bis 2022 wurden insgesamt 139 Personen ausgezeichnet.

## Preisträger
- 1954 Kuru Masaru
- 1955 Ogawa Teizō
- 1956 Hirasawa Kō
- 1959 Tamiya Takeo
- 1960 Nakada Mizuho
- 1961 Koda Tadao und Ogino Kyūsaku
- 1963 Fujita Toshihiko und Ozawa Yoshio
- 1964 Teruoka Gitō und Kuriyama Shigenobu
- 1965 Kinoshita Ryōjun und Amako Fujirō
- 1966 Oka Harumichi und Inoue Katashi
- 1967 Fukuda Tokushi und Nakagawa Satosu
- 1968 Takeda Katsuo und Yoshimatsu Nobutaka
- 1969 Nakazawa Fusakichi und Nakamura Fumio
- 1970 Kimoto Seiji und Sakakibara Shigeru
- 1971 Hara Tōro und Miyake Hirsohi
- 1972 Nishimaru Yoshiyasu und Fujino Tsunesaburō
- 1973 Kamahara Juntarō und Ishizaka Kimishige
- 1974 Nagaishi Chūzō und Sugimura Takashi
- 1975 Katsuki Shibanosuke und Okada Yoshio
- 1976 Ichikawa Tokuji und Nakamura Takashi
- 1977 Miyazaki Ichirō und Ōtsuka Masanori
- 1978 Watanabe Masaki und Yamamura Yūichi
- 1979 Nagano Yasuichi und Arakawa Tetsuo
- 1980 Shibata Seiichi und Kajiro Yoshito
- 1981 Miwa Shirō und Kagawa Yasuo
- 1982 Kajitani Tamaki und Nishizuka Yasutomi
- 1983 Ishikawa Shichirō, Kakiuchi Shirō, Takatsuki Kiyoshi und Hinuma Yorio
- 1984 Yamano Toshio und Matsuo Hisayuki
- 1985 Toyoshima Kumao, Yoshida Mitsuaki und Miyoshi Kazuo
- 1986 Manabe Hisao und Imura Hiroo
- 1987 Kawasaki Tomisaku und Nakanishi Shigetada
- 1988 Honjo Tasuku, Kishimoto Tadamitsu, Shirakabe Hikoo und Ichikawa Heizaburō
- 1989 Tada Keiya und Takaku Fumimaru
- 1990 Sassa Manabu und Masaki Tomoo
- 1991 Ozawa Kazue und Terada Masaaki
- 1992 Abe Yutaka und Aoki Nobuo
- 1993 Igata Akihiro und Okamoto Hiroshi
- 1994 Araki Shukurō und Takeda Yoshifumi
- 1995 Tarui Seiichirō und Itō Nobuyuki
- 1996 Sugita Hideo, Ozawa Eijirō und Nakamura Yūsuke
- 1997 Yazaki Yoshio und Kitamura Yukihiko
- 1998 Hirokawa Nobutaka und Hotta Yoshiki
- 1999 Mayumi Makoto und Narumiya Shū
- 2000 Yasue Hirofumi und Nagai Yoshiyuki
- 2001 Sasazuki Takehiko und Tanaka Kōichi
- 2002 Taniguchi Naoyuki und Nomoto Akio
- 2003 Shimizu Takao und Akira Shizuo
- 2004 Matsuzawa Yūji und Mikoshiba Katsuhiko
- 2005 Kangawa Kenji und Sakaguchi Shimon
- 2006 Kitamura Sōichirō und Sasakawa Chihiro
- 2007 Nabeshima Yōichi, Kasuga Masato und Kawaoka Yoshihiro
- 2008 Fujiwara Tetsuo, Miyazono Kōhei und Yamanaka Shin’ya
- 2009 Nakao Kazuwa und Tanaka Keiji
- 2010 Nishida Eisuke und Noma Hiroyuki
- 2011 Kadowaki Takashi und Mizushima Noboru
- 2012 Mishina Masayoshi und Sasai Yoshiki
- 2013 Sakano Hitoshi und Yoneda Yoshihiro
- 2014 Takai Yoshimi, Nagasawa Takashi und Nureki Osamu
- 2015 Inaba Kayo und Watanabe Yoshinori
- 2016 Toyoshima Chikashi und Saitō Michinori
- 2017 Kinoshita Tarō und Ogawa Seishi
- 2018 Soboue Gen und Yokoyama Shigeyuki
- 2019 Kageyama Ryōichirō und Iwai Kazuhiro
- 2020 Ichijō Hidenori und Miyawaki Atsushi
- 2021 Yukio Fujiki und Koji Matsushima
- 2022 Masanori Hatakeyama, Shigeo Okabe und  Kiyoshi Takeda
- 2023 Ryuzo Ueda, Yukiko Gotoh
- 2024 Nobutaka Hattori, So Iwata[2]